# Cenocoeliinae
Cenocoeliinae  (лат.) — подсемейство стебельчатобрюхих перепончатокрылых семейства браконид.

## Описание
Постпектальный валик перед средними тазиками развит (иногда только посередине). Проподеальный мост очень широкий, брюшко прикрепляется значительно выше задних тазиков. У самки обычно тазики изнутри посередине с вертикальными или косыми вдавлениями. Пронопе развито. Лоб часто с глубокой выемкой.

## Экология
Являются эндопаразитами жуков-ксилофагов.

## Систематика
Фауна России включает 2 рода и 5 видов, в Палеарктике — 10 видов, в мире более 90 видов.
В составе подсемейства:
- Aulacodes
- Capitonius
- Cenocoelius
- Evaniomorpha
- Foenomorpha
- Lestricus
- Promachus
- Rattana
- Ussurohelcon